# Џунгла (филм из 1961)
Џунгла је југословенски телевизијски филм из 1961. године. Режирао га је Славољуб Стефановић Раваси, а сценарио је писао Мирослав Савићевић.

## Улоге
| Глумац                   | Улога |
| ------------------------ | ----- |
| Борис Андрушевић         |       |
| Стојан Дечермић          |       |
| Јован Јанићијевић Бурдуш |       |
| Ђорђе Ненадовић          |       |
| Душан Тадић              |       |